# Madison De La Garza
Madison Rose De La Garza (Dallas, 28 dicembre 2001) è un'attrice statunitense. Sorellastra da parte di madre di Demi Lovato e presente in molti lavori incentrati principalmente su quest'ultima, De La Garza deve tuttavia la sua fama alla serie TV Desperate Housewives, in cui interpreta il personaggio di Juanita Solis.

## Biografia
Ha partecipato all'episodio Cookie Monster della prima serie di Sonny tra le stelle e ad altri prodotti di Disney Channel in cui era presente anche sua sorella Demi Lovato, tuttavia è nota principalmente per il ruolo di Juanita Solis, la figlia di Gabrielle Solis, nella serie TV Desperate Housewives: De La Garza è infatti apparsa in 72 episodi della citata serie TV. Successivamente De La Garza ha preso parte in maniera sporadica ad altre serie televisive ed ai film Caged No More e Mamma, ho scoperto gli gnomi!. De La Garza è inoltre apparsa in alcuni documentari incentrati sulla vita e carriera di sua sorella Demi Lovato, tra cui Demi Lovato: Simply Complicated e Demi Lovato: Dancing with The Devil. 
Oltre all'attività di attrice, Madison De La Garza ha lavorato anche come sceneggiatrice e regista di cortometraggi. Il suo primo lavoro come sceneggiatrice, Subject 16, è stato reso disponibile sul suo account YouTube.

## Filmografia

### Cinema
- Caged No More, regia di Lisa Arnold (2016)
- Demi Lovato: Simply Complicated, regia di Hannah Lux Davis (2017)

### Televisione
- Desperate Housewives – serie TV, 72 episodi (2008-2011)
- Programma protezione principesse (Princess Protection Program) diretto da Allison Liddi-Brown – film TV (2009)
- Sonny tra le stelle (Sonny with a Chance) – serie TV, episodio 1x20 (2009)
- Buona fortuna Charlie (Good Luck Charlie) – serie TV, episodio 4x18 (2014)
- Bad Teacher – serie TV, 7 episodi (2014)
- American Koko –  serie TV, 2 episodi (2017)
- Demi Lovato: Dancing with The Devil – Miniserie, 4 episodi (2021)

### Doppiaggio
- Mamma, ho scoperto gli gnomi!, regia di Peter Lepienotis (2017)

## Doppiatrici Italiane
Come attrice è stata doppiata da:
- Bianca Portone in Desperate Housewives